# Titus Aurelius Aquila
Titus Aurelius Aquila war ein im 2. Jahrhundert n. Chr. lebender Angehöriger des römischen Ritterstandes (Eques).
Durch eine Inschrift, die in Sostra gefunden wurde und die auf den 20. Juli 198 datiert ist, ist belegt, dass Aquila Kommandeur (Tribunus) der Cohors II Mattiacorum war. Er ist noch in einer weiteren Inschrift aufgeführt, die in Melta gefunden wurde und auf 198/202 datiert wird.